# Tangzhai
Tangzhai är en köping i östra Kina. Den ligger i Dangshan härad i staden Suzhou i provinsen Anhui, omkring 290 kilometer norr om provinshuvudstaden Hefei. 